# Steinstraße 4 (Havelberg)

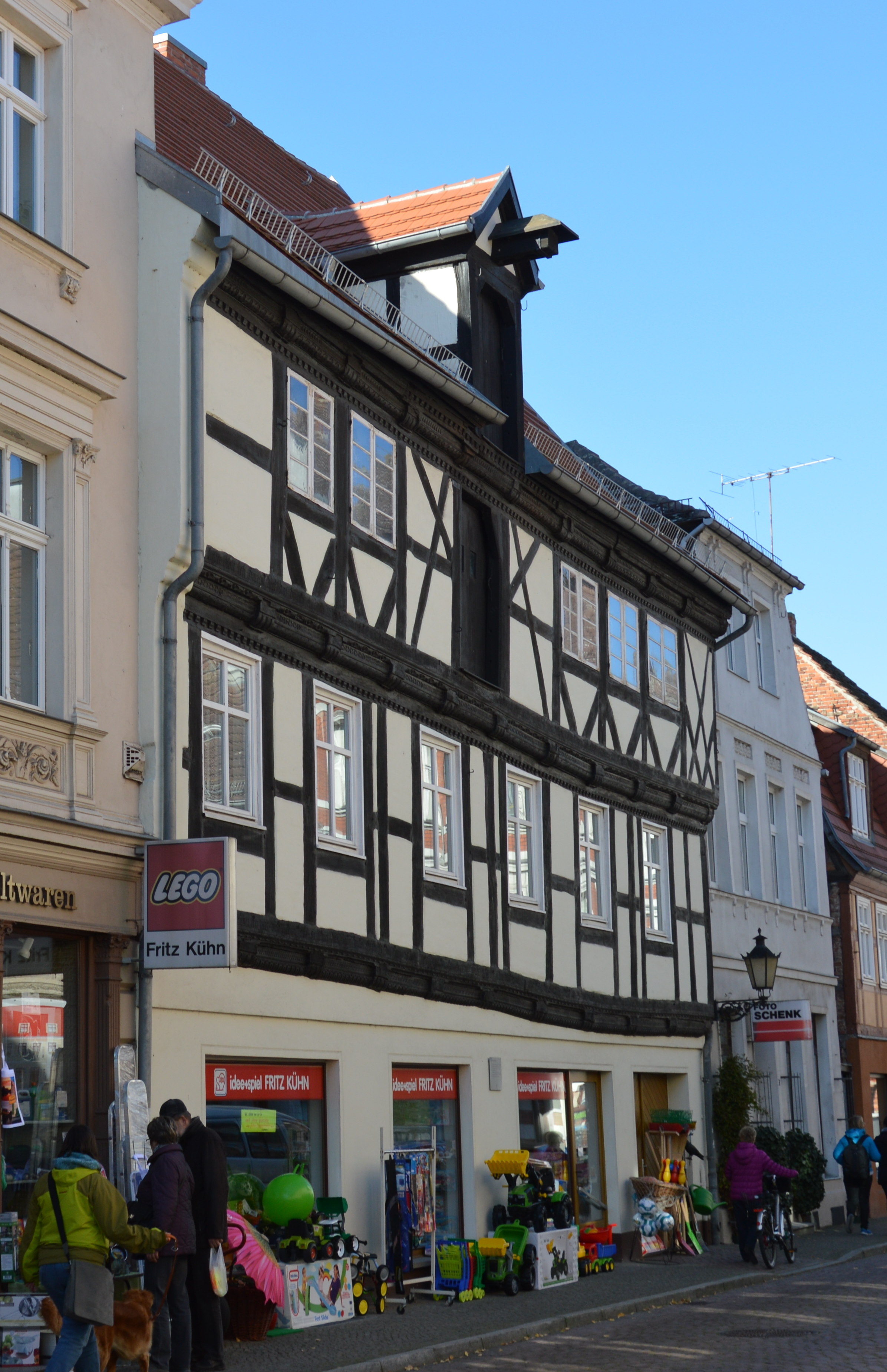
Haus Steinstraße 4

Das Haus Steinstraße 4 ist ein denkmalgeschütztes Gebäude in Havelberg in Sachsen-Anhalt.

## Lage
Es befindet sich in der Steinstraße im nördlichen Teil der Havelberger Altstadt. Das Denkmal ist im örtlichen Denkmalverzeichnis unter der Erfassungsnummer 094 98253 als Baudenkmal eingetragen.

## Gestaltung und Geschichte
Das als Kaufmannshaus errichtete Fachwerkhaus wurde im Jahr 1715 gebaut. Markant ist die im Dachgeschoss erhaltene Ladeluke mitsamt Winde für den Aufzug von Waren zum Speicher. An den Balken in der straßenseitigen Fassade befinden sich zwei Inschriften. Die Inschrift im oberen Balken ist beschädigt und lautet: Lieber Gott ich danke dir, daß du ein Haus bescheeret mir, ein Haus darin ich wohnen kann. ...dank ich Gott und hoffe fest, daß er die seinen nicht verläßt. O Herr, o Herr laß wohl gelingen, gib auch Glück und Heil zu allen Dingen.
Die Inschrift im unteren Balken lautet Der Herr denket an uns, er segnet das Haus Aron; er segnet die den Herrn fürchten, beide, Klein und Groß. Der Herr segnet Euch je mehr und mehr, Euch und Eure Kinder! Ihr seit die Gesegneten des Herrn, der Himmel und Erde gemacht hat.
Im Erdgeschoss befindet sich ein Spielzeuggeschäft (Stand 2015). Das Haus befindet sich seit Mitte des 19. Jahrhunderts im Besitz der Familie Kühn, der auch das benachbarte Haus Steinstraße 5 gehört.